# 圣洛朗莱塞格利斯
圣洛朗莱塞格利斯（法語：Saint-Laurent-les-Églises，法語發音：[sɛ̃ loʁɑ̃ le.z‿eɡliz] ⓘ）是法国新阿基坦大区上维埃纳省的一个市镇，属于利摩日区。

## 地理
圣洛朗莱塞格利斯（45°56'59"N, 1°29'52"E）面积27.37 平方千米，位于法国新阿基坦大区上维埃纳省，该省份为法国中西部省份，北起顺时针与安德尔省、克勒兹省、科雷兹省、多爾多涅省、夏朗德省和维埃纳省接壤。
与圣洛朗莱塞格利斯接壤的市镇（或旧市镇、城区）包括：勒沙特内昂多尼翁、圣马丹圣卡特琳、昂巴扎克、莱比朗日、拉容谢尔圣莫里斯、圣莱热拉蒙塔涅、圣马丹泰雷叙。

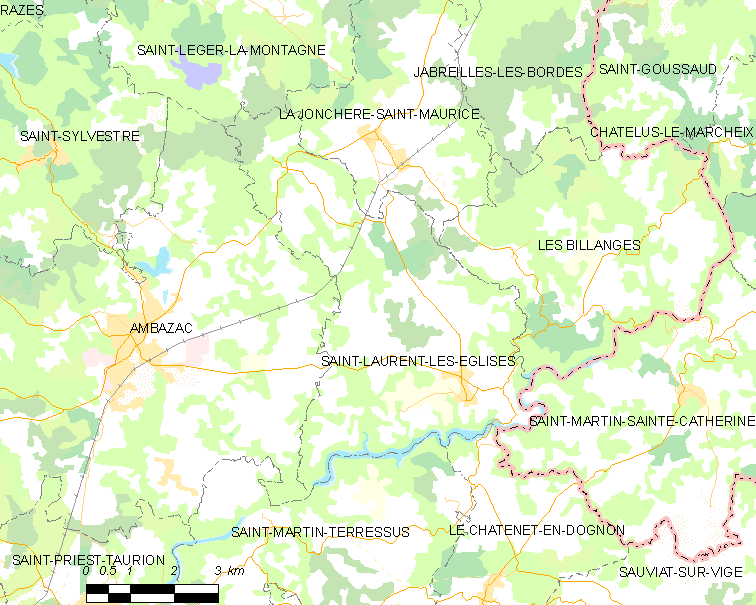
圣洛朗莱塞格利斯的OSM定位图

圣洛朗莱塞格利斯的时区为UTC+01:00、UTC+02:00（夏令时）。

## 行政
圣洛朗莱塞格利斯的邮政编码为87240，INSEE市镇编码为87157。

## 政治
圣洛朗莱塞格利斯所属的省级选区为昂巴扎克县。

## 人口

1962-2008年间圣洛朗莱塞格利斯人口变化图示

圣洛朗莱塞格利斯于2022年1月1日时的人口数量为842人。